# Награда Удружења филмских глумаца за најбољу глумачку поставу у хумористичкој серији
Награда Удружења глумаца за најбољу глумачку поставу у хумористичкој серији (енгл. Screen Actors Guild Award for Outstanding Performance by an Ensemble in a Comedy Series) признање је које  додељује Удружење филмских глумаца од  1994. године.

## 1990е

#### 1994.
- Сајнфелд
  - Фрејжер
  - Лудо заљубљени
  - Мерфи Браун
  - Живот на северу

#### 1995.
- Пријатељи
  - Сибил
  - Фрејжер
  - Лудо заљубљени
  - Сајнфелд

#### 1996.
- Сајнфелд
  - Трећи камен од Сунца
  - Фрејжер
  - Лудо заљубљени
  - Remember WENN

#### 1997.
- Сајнфелд
  - Трећи камен од Сунца
  - Али Мекбил
  - Фрејжер
  - Лудо заљубљени

#### 1998.
- Али Мекбил
  - Трећи камен од Сунца
  - Сви воле Рејмонда
  - Фрејжер
  - Пријатељи

#### 1999.
- Фрејжер
  - Али Мекбил
  - Сви воле Рејмонда
  - Пријатељи
  - Спортско вече

## 2000е

#### 2000.
- Вил и Грејс
  - Али Мекбил
  - Фрејжер
  - Сви воле Рејмонда
  - Секс и град

#### 2001.
- Секс и град
  - Сви воле Рејмонда
  - Фрејжер
  - Пријатељи
  - Вил и Грејс

#### 2002.
- Сви воле Рејмонда
  - Фрејжер
  - Пријатељи
  - Секс и град
  - Вил и Грејс

#### 2003.
- Секс и град
  - Сви воле Рејмонда
  - Фрејжер
  - Пријатељи
  - Вил и Грејс

#### 2004
- Очајне домаћице
  - Ометени у развоју
  - Сви воле Рејмонда
  - Секс и град
  - Вил и Грејс

#### 2005.
- Очајне домаћице
  - Ометени у развоју
  - Бостонски адвокати
  - Без одушевљења, молим
  - Зовем се Ерл

#### 2006.
- У канцеларији
  - Очајне домаћице
  - Свита
  - Ружна Бети
  - Трава

#### 2007.
- У канцеларији
  - Телевизијска посла
  - Очајне домаћице
  - Свита
  - Ружна Бети

#### 2008.
- Телевизијска посла
  - Очајне домаћице
  - Свита
  - У канцеларији
  - Трава

#### 2009.
- Гли
  - Телевизијска посла
  - Без одушевљења, молим
  - Модерна породица
  - У канцеларији

## 2010е

#### 2010.
- Модерна породица
  - Телевизијска посла
  - Гли
  - Лудница у Кливленду
  - У канцеларији

#### 2011.
- Модерна породица
  - Телевизијска посла
  - Штребери
  - Гли
  - У канцеларији

#### 2012.
- Модерна породица
  - Телевизијска посла
  - Штребери
  - Гли
  - У канцеларији
  - Сестра Џеки

#### 2013.
- Модерна породица
  - Телевизијска посла
  - Ометени у развоју
  - Штребери
  - Потпредседница

#### 2014.
- Наранџаста је нова црна
  - Штребери
  - Бруклин 9-9
  - Модерна породица
  - Потпредседница

#### 2015.
- Наранџаста је нова црна
  - Штребери
  - Ки и Пил
  - Модерна породица
  - Транспарентно
  - Потпредседница

#### 2016.
- Наранџаста је нова црна
  - Штребери
  - Црнкасто
  - Модерна породица
  - Потпредседница

#### 2017.
- Потпредседница
  - Црнкасто
  - Без одушевљења, молим
  - GLOW
  - Наранџаста је нова црна

#### 2018.
- Величанствена госпођа Мејзел
  - Атланта
  - Бери
  - GLOW
  - Комински метод

#### 2019.
- Величанствена госпођа Мејзел
  - Бери
  - Бувара
  - Комински метод
  - Schitt's Creek

## 2020е

#### 2020.
- Schitt's Creek
  - Мртав за мене
  - Стјуардеса
  - Велика
  - Тед Ласо

#### 2021.
- Тед Ласо
  - Велика
  - Комичари
  - Комински метод
  - Само убиства у згради

#### 2022.
- Основна школа Абот
  - Бари
  - Медвед
  - Комичари
  - Само убиства у згради

#### 2023.
- Медвед
  - Основна школа Абот
  - Бари
  - Само убиства у згради
  - Тед Ласо

#### 2024.
- Само убиства у згради
  - Основна школа Абот
  - Медвед
  - Комичари
  - Терапија